# Jenisseirücken
Der Jenisseirücken (russisch Енисейский кряж/Jenisseiski krjasch; deutsch auch Jenisseiberge) liegt am Südwestrand des Mittelsibirischen Berglands in Sibirien (Russland, Asien). 
Dort erstreckt sich der Mittelgebirgszug östlich des Mittellaufs des Jenissei in annähernd meridianaler Richtung und ragt mit dem Jenaschimski Polkan bis zu 1104 m hoch auf; zu den weiteren Bergen gehört die Lysaja (1052 m). An seinem Nordrand mündet die Steinige Tunguska auf etwa 28 m in den Jenissei. Im Mittelteil durchschneidet die Angara das Gebirge, um an seinem Westrand ebenfalls in den Jenissei zu münden. Im Osten geht der Jenisseirücken in das Mittelsibirische Bergland über. 
Der aus kristallinen Schiefern, Gneisen und Graniten sowie Gesteinen des unteren Paläozoikums aufgebaute Jenisseirücken bildet streckenweise einen Steilhang von 75 bis 100 m am Ostufer des Jenissei. Im Gebirge finden sich Goldlagerstätten.